# Mario Ruminsky
Mario Ruminsky (* 17. Juni 1997 in Balingen) ist ein ehemaliger deutscher Handballspieler.

## Karriere
Der 1,93 m große Torwart spielte ab der D-Jugend für den deutschen Verein HBW Balingen-Weilstetten. Bereits als A-Jugendlicher gab er sein Debüt in der 3. Liga in der zweiten Männermannschaft. In der Saison 2018/19 bestritt er sein erstes Spiel in der Profi-Mannschaft in der 2. Handball-Bundesliga und trug mit drei Paraden in vier Einsatzminuten zum späteren Aufstieg in die 1. Bundesliga bei. In der Saison 2019/20 kam er auf sechs Einsätze in der Bundesliga, in der Saison 2020/21 stand er an jedem der 38 Spieltage im Aufgebot. Am Saisonende 2021/22 musste er mit Balingen als Vorletzter in die 2. Bundesliga absteigen, in der Folgesaison stieg er mit der Mannschaft als Meister wieder in die Bundesliga auf. Nach der Saison 2023/24 beendete er seine Karriere.